# Sevojno
Sevojno (cyr. Севојно) – miasto w Serbii, w okręgu zlatiborskim, w mieście Užice. W 2011 roku liczyło 7101 mieszkańców.